# Balma
Balma (em occitano:  Balmar) é uma comuna francesa na região administrativa da Occitânia, no departamento do Alto Garona. Estende-se por uma área de 16.59 km², com 16.520 habitantes, segundo o censo de 2018, com uma densidade de 1.000 hab/km².